# John Smeaton
John Smeaton, född den 8 juni 1724 i Leeds, död där den 28 oktober 1792, var en brittisk ingenjör som skapade många tekniska byggnadsverk.
Smeaton satte som instrumentmakare upp en egen firma 1750. Efter att ha studerat väg- och vattenbyggnadskonst i Nederländerna 1754, började han 1757 återuppföra fyren på Eddystone vilken blev klar 1759. 
Han designade och var även delaktig vid byggandet av Forth-Clydekanalen. Genom sin teoretiska och praktiska skicklighet grundad på ständiga experiment blev han en av banbrytarna för den moderna ingenjörsvetenskapen. 
Han sägs vara den första i världen som kallade sig "civilingenjör". Han var också en tidig uppfinnare av ångdrivna pumpar och förlorade kampen mot James Watt i ångmaskinernas barndom.